# Западна Тракия
Западна Тракия или Беломорие, Беломорска Тракия (на гръцки: Θράκη, Траки или Δυτική Θράκη, Дитики Траки или Ελληνική Θράκη, Елиники Траки, на турски: Batı Trakya, Батъ Тракя или Yunanistan Trakyası, Юнанистан Тракясъ) е историко-географска област понастоящем в Гърция, разположена между реките Места и Марица, в североизточната част на страната. Западна Тракия е част от гръцката административната област Източна Македония и Тракия.

## География
Западна Тракия е тази част от Тракия, която е разположена между Места на запад, Марица на изток и първите склонове на Родопите на север. Днес към Западна Тракия принадлежат три гръцки административни окръга (нома) – Еврос (Έβρος), Ксанти (Ξάνθη) и Родопи (Ροδόπη). Западната граница на ном Ксанти леко се разминава с традиционната западна граница на Западна Тракия. Към Западна Тракия принадлежи и егейският остров Самотраки, част от ном Еврос. Приблизителната площ на Западна Тракия е 8578 км², а населението ѝ – 368 993 (2005). Най-голям град в областта е Комотини (Гюмюрджина) с население от 63 774 души (2001).
По-големи градове в Западна Тракия:
| Град       | На гръцки                      | Население (2001 Архив на оригинала от 2007-07-01 в Wayback Machine.) |
| ---------- | ------------------------------ | -------------------------------------------------------------------- |
| Дедеагач   | Αλεξανδρούπολη, Александруполи | 52 720                                                               |
| Гюмюрджина | Κομοτηνή, Комотини             | 52 659                                                               |
| Ксанти     | Ξάνθη                          | 52 271                                                               |
| Орестиада  | Ορεστιάδα                      | 21 730                                                               |
| Димотика   | Διδυμότειχο, Дидимотихо        | 18 898                                                               |

## История

### Антична и средновековна история
Още в Омировия епос („Илиада“) са споменати живеещите по тези места тракийски племена кикони и саи, участващи в Троянската война. Киконите създават силно царство по тези земи.
През 7 в. пр. Хр. крайбрежието е колонизирано от гърците, които създават град Марония и Абдера. През 6 в. пр. Хр. траките включват тази територия в най-крупната си и обширна държава – Одриското царство, която обхваща в голяма степен територията на днешния български етнос от земите между Вардар и Струма през Беломорието до Дунав и Добруджа. През 4 век преди Христа царството попада под хегемонията на античните македони. През 45 г. царството е ликвидирано и Тракия става римска провинция със същото име. При разделянето на Империята през 395 г. тя влиза в състава на Източната Римска империя – Византия, където през 6 в. сл. Хр. се настаняват славяните, смесвайки се с траките и асимилирайки ги през следващите векове, като по този начин поставят началото на процеса на образуването на българската народност в този регион. Хан Пресиян през 837 г. с паметен надпис в базиликата на беломорския град Филипи също недвусмислено е отбелязал принадлежността на тези земи към България. През цялото средновековие Византия се бори с променлив успех да завоюва Тракия от България. През 1352 г., след тежко земетресение разруширло стените ѝ, османските турци превземат крепостта Цимпе на Галиполския полуостров и с това започва турското завоюване на Балканите. Западна Тракия пада под османско владичество малко по-късно.

### Модерна история
След прокламирането на Българската екзархия областта става част от нейния диоцез.
През 1878 г. със Санстефанския договор част от областта е включена в новоосвободена България. Берлинският конгрес я връща на Османската империя, но Екзархията запазва българските епархии в Македония и Беломорието с Одринско.
По време на Балканската война настъплението на българската войска към Беломорието започва в самото начало на ноември 1912 г. Водят го три формирования – от северозапад откъм Драма настъпва Родопският отряд на ген. Стилиян Ковачев, от север през прохода Маказа – Кърджалийският отряд на ген. Никола Генев подсилен с 3-та бригада на Македоно-одринското опълчение и по поречието на р. Марица – Сборната конна бригада на полковник Танев впоследствие подсилена с 2-ра бригада на Македоно-одринското опълчение, към формированието е и четата на Руси Славов.
На 2 ноември 1912 г. Сборната конна бригада на полковник Танев и четата на Руси Славов освобождават Софлу.
На 5 ноември 1912 Сборната конна бригада на полковник Танев подсилена с 2-ра бригада на Македоно-одринското опълчение освобождават град Фере. На 13 ноември и основните български сили – Кърджалийският отряд на ген. Никола Генев влизат в града.
На 6 ноември 1912 Сборната конна бригада на полковник Танев подсилена с 2-ра бригада на Македоно-одринското опълчение освобождават град Дедеагач. Следвайки движението на корпуса на Явер паша Танев насочна войските обратно в Софлу, а в Дедеагач оставя около 150 опълченци. На 13 ноември и основните български сили – Родопският отряд на ген. Стилиян Ковачев влизат в града.
На 7 ноември 1912 Родопският отряд на ген. Стилиян Ковачев освобождава Ксанти.
На 8 ноември 1912 Кърджалийският отряд на ген. Никола Генев освободава Гюмюрджина.
На 17 ноември 1912 г. части на Македоно-одринското опълчение и Шести конен полк командван от полк. Иларион Танев от Сборната конна бригада на полковник Александър Танев освобождават Димотика.
След успешните действия в Балканската война за 15 дни през ноември 1912 г. цялата област е присъединена към България.

#### Гюмюрджинска република
Така наречената Гюмюрджинска република е организиран от Турция със съдействието на Гърция антибългарски акт на подложените на силен натиск и агитация мюсюлмани (турци и българомохамедани-помаци) в Беломорието по време на Междусъюзническата война след оттеглянето на българските войски в средата на юли 1913 г. Военни инструктори (около 200 души), оръжие и боеприпаси идват предимно от Одрин, въоръжение предоставят и гърците по жп линията през Окчилар и пристанището Порто Лагос. За месеца на съществуването си „властта“ организира башибозук, командван от Сюлейман бей, който опожарява много български християнски села, населението е ограбвано и изнасилвано, стават масови кланета. Разорени са множество български селища в Източните Родопи и Беломорска Тракия, сред които Сачанли, Манастир, Черничево, Гьокчебунар, Покрован, Хухла, Гугутка, Попско, Драбишна, Горно Луково, Долно Луково, Башклисе и други. Независимото западнотракийско управление на Хафъз Сали и Реуф Ефенди, самопровъзгласило се в Гюмюрджина на 16 август, е ликвидирано от 6 до 12 октомври 1913 година с безкръвното заемане на областта от Осма Тунджанска и Втора Тракийска дивизия, под общото командване на ген. Тошев и повторното ѝ освобождаване от османска власт.

#### Първо съвременно българско управление (1912 – 1919)
На 9 ноември 1912 г. началникът на Щаба на действуващата армия генерал Фичев издава заповед, с която генерал-майор Георги Вазов е назначен за военен губернатор на Лозенград. Това назначение, съгласувано с царя и правителството, поставя началото на осеммесечното съществуване на Тракийското военно губернаторство със седалище в Одрин, на мястото на завоювания от Турция Одрински вилает до линията Мидия-Енос, определена с Лондонския мирен договор от 17 май 1913 г. От 15 март 1913 г. то се преименува на Тракийско военно губернаторство с три окръга (Лозенградски, Родопски и Дедеагачки) и 32 околии.
По време на Междусъюзническата война в опразнената от български войски област със съдействието на Турция и Гърция турците в Беломорието и проагитирани от тях българи мюсюлмани правят споменатото съществувало по-малко от два месеца Независимо западнотракийско управление, а гръцки войски навлизат в Беломорието. При сключването на Букурещкия договор през 1913 г. Венизелос претендира за граница при село Макри, недалеч западно от Дедеагач, но претенциите му са отхвърлени от всички и Беломорска Тракия остава в България. Беломорска Тракия образува Гюмюрджински окръг, състоящ се от десет околии: Гюмюрджинска, Скеченска (Ксантийска), Енидженска, Дедеагачка, Егридеренска (Ардинска), Даръдеренска (Златоградска), Пашмаклийска (Смолянска), Кошукавашка (Крумовградска), Софлийска и Ортакьойска (Ивайловградска). Тогава Василикоска (Царево) и Малкотърновска околии се присъединяват към Бургаски окръг, Свиленградска и Кърджалийска към Старозагорски, а Дьовленска (Девинска) остава в Пловдивски окръг.
На основание на Закона за митниците през октомври 1913 г. се открива българската митница в Дедеагач с митничарски клонове в с. Макри и в с. Мароня.
Само за година след като Беломорието става част от България до средата на ноември 1914 г., български инженерни бригади изработват първите регулационни планове и прилагат върху терена уличната и дворната регулация на селата Макри, Дикилиташ, Хасанлар, Обалар, Шахинлар, Лъджакьой, Урунджик, Окуф и Фере. 
През 1915 г. се образува и Одрински окръг (с център одринското предградие гара Караагач). По конвенцията с Турция от 1915 г. към България е присъединена територия от 2588 кв. км с над 160 населени места, между които градовете Караагач (жп гарата на Одрин), Димотика и Кулели Бургас, жп линията до Дедеагач (прекръстен днес на Александруполис) и двата бряга на р. Марица вливането ѝ в Бяло море стават български.
По време на Първата световна война през 1915 и 1916 г., 40-и пехотен Беломорски полк организира Макренската позиция от с. Макри до устието на р. Марица и осъществява отбраната и охраната на Дедеагач и на беломорския бряг.

#### Мандат на Антантата (1919 – 1920)
След Първата световна война цялото българско Беломорие от 8712 кв. км, в съответствие с наложения на България мирен договор, е окупирано от френски войски. Според чл. 48 на Ньойския мирен договор от 27 ноември 1919 г. Западна Тракия преминава в съвместно владение на петте велики държави измежду съюзниците от Съглашението, като се уточнява, че нейната „съдба впоследствие ще бъде определена“ от тях. Те, от своя страна, „се задължават да се гарантира свободата на икономическите изходи на България на Егейско море“.
По време на междусъюзническото управление България все още запазва, макар и ограничен, своя достъп до Средиземно море. Под мандат на Антантата остават около 180 000 българи. В „Междусъюзническа Тракия“ се установява „автономен“ режим (15.10.1919 – 28.5.1920 г.), начело с френския генерал Шарл Шарпи. На мирната конференция през 1919 г. САЩ и лично президентът Удроу Уилсън категорично се противопостовят на политиката България да бъде жестоко наказана провеждана най-вече от Британия. Америка защитава позицията, че Беломорска Тракия не може да се откъсва от територията на България, в оформянето на тази позиция участва и американският шарже д'афер в София Мърфи, известен българофил, представил на конференция в Париж документи за българския характер на Тракия, Добруджа и Македония. Британците склоняват на „компромис“ с автономна тракийска квазидържава, но в рамките и в границите на гръцката държава (август 1919 г.), предложението не решава нищо и е отхвърлено от американските дипломати. Франция дава идеята за свободна Западна Тракия включваща българските малцинства, това решение получава подкрепата на САЩ от техния представител Полк (Polk), но Венизелос яростно се противопоставя с единствения аргумент, че това би отделило Одринска Тракия, която трябва да се даде на Гърция. В края на краищата президентът Уилсън крайно неудовлетворен от налаганата късогледа и отмъстителна позиция на европейските си съюзници спрямо победените, залагаща причините за нова световна война, напуска конференцията и САЩ формално са представлявани от второстепенни служители. Тогава на международно ниво на България, въпреки отнемането на Беломорска Тракия, е предоставена възможността в Беломорието да се установи територия под българско управление, Великите сили предлагат на България да се отстъпи зона от 3 000 000 кв. м (3 км по брега с 1 км дълбочина) на крайбрежието между Макри и Дедеагач, където тя да построи ново пристанище под свой суверенитет, но Стамболийски поради липсата на териториална връзка и възможния статут на арендувана за 100 години територия отказва, в крайна сметка Гърция е задължена единствено да предостави свободен икономически излаз на България на Бяло море с чл. 48 от Ньойския договор, което свое задължение тя напълно погазва. Единствената тракийска територия, придобита в годините на Първата световна война, която остава в пределите на България, са южните склонове на Сакар планина с 16 села.
На 2 юни 1920 г. ген. Шарпи напуска областта.

#### Първо гръцко управление (1920 – 1941) и съпротива срещу него
На проведената през втората половина на април 1920 г. в Сан Ремо конференция на премиерите на Главните съюзни сили от Антантата (без САЩ, които отказват да участват) „Междусъюзническа Тракия“ е дадена на Гърция, с аргумента да има териториална връзка с Източна Тракия, която също предстои да ѝ бъде преотстъпена по Севърския мирен договор с Турция от 10 август 1920 г. Според задълженията, поети от Гърция в сключения от нея с Главните съюзни сили договор, съпровождащ Севърския мир, тя приема да осигури на България свободен транзит през територията и пристанищата на Тракия, а Царството получава и свободна зона намираща се в пристанището на Дедеагач, под неговия суверенитет. На предаването на „Междусъюзническа Тракия“ на Гърция тя се опитва да се противопостави Временно турско-българско правителство, което повторно, след първия опит през 1913 г., поставя искането за автономия на областта. Местните българи и турци се сдружават и на 15.5.1920 г. връчват петиция на ген. Шарпи за запазване на автономното управление. Великите сили игнорират исканията на местното население. През май 1920 г. гърците окупират цяла Западна (Беломорска) и Източна (Одринска) Тракия с Одрин, ликвидирайки българските училища и черкви. Българите са интернирани, мобилизирани, прогонвани и малтретирани. На 25.5.1920 г. българи и турци съставят Правителство на националната защита. Няколко месеца въоръжени отряди от българи и турци нападат гърците. В последвалата гръцко-турска война (1919 – 1922) Гърция е победена и губи Източна Тракия (на изток от р. Марица, включително бившия български източен бряг). Върху българското население в Западна Тракия отражение оказват договорите Калфов - Политис и Моллов - Кафандарис от средата на 20-те години. Първата чета на въоръжената съпротивата се сформира през 1919 г. от Георги Поппетков Калоянов от с. Доган-Хисар (Дедеагачко), Димитър Маджаров и Петър Чапкънов. Организираното освободително движение в областта е дело на Вътрешната тракийска революционна организация – (ВТРО). Организаторите на Вътрешната революционна организация (ВТРО) имат за цел, подобно на ВМРО и ВДРО, пълна политическа независимост на цялата Беломорска и Оринска Тракия, която тогава е под гръцка окупация, но малобройното останало след геноцида българско население и връщането на турските войски в последната водят до това, че през ноември 1922 г. провокирана от гръцкия разгром, е създадена Българо-турска вътрешна революционна организация (БТВРО) в Беломорието с главен войвода Таню Николов. Въоръжени отреди, образувани най-често в България, нападат гръцки казарми, гарнизони, обекти по жп линии и др. Правителството на Стамболийски оказва подкрепа с оръжие и боеприпаси с надежда да окаже натиск върху Лозанската конференция. След 9.6.1923 г. Цанковият кабинет, нуждаещ се от международна подкрепа разформирова българо-турската ВТРО. ВТРО е възстановена като чисто българска на 17.9.1923 г. в Хасково от Димитър Маджаров, тя действа до Спогодбата Моллов-Кафандарис от 1927 г., като продължава да праща чети и да подпомага хилядите бежанци от Беломорска и Ординска Тракия. Наследник на ВТРО след 1927 г. е Тракийската организация в България.
Гръцките репресии и етническо прочистване срещу българите в Тракия и Македония продължават до освобождаването на тези области през 1941 г. и присъединяването им към България.

#### Второ българско управление (1941 – 1944)
Димитър Йончев ясно посочва, че: "В гръцката историография се прокарва и продължава да се обосновава становището, че България е „окупирала“ Беломорието. Така българското присъствие се изопачава, като се идентифицира с германските и италианските окупатори и тяхната политика." За разлика от Белградската област на Сърбия, която наистина е окупирана от български войски, то също като Южна Добруджа, Македония и Западните покрайнини така и Беломорската област на България става регулярна, интегрална и равноправна част от държавата. Единствено италианци, немци, други чужденци и еврейската част от населението остава с предишното си гражданство и е под немска юрисдикция. Възстановяването и осъществяването на българския суверенитет в тези земи е изчерпателно документирано.
На 19 и 20 април 1941 г. Втора българска армия навлиза и заема Беломорска Тракия. Областта отново е освободена и присъединена към България. Малка ивица земя на западния бряг на река Марица е окупирана от немски войски като бариера срещу едно турско нападение, а в останалата част, както и в присъединените Южна Добруджа, Македония и Поморавие, е формирана българска администрация. В след повторното освобождаване на Беломорието в района на Дедеагач от 1941 до септември 1944 г. е съсредоточен Десети пехотен родопски полк командван от полк. Кирил Христов.

Светият Синод на свое заседание на 29 април 1941 г. решава Беломорието да име две епархийски ведомства: 1. Маронийската епархия – градовете Гюмюрджина, Дедеагач, Димотика, Ксанти, Софлу и Фере с прилежащите им села, с временно управляващ епархията до окончателно установяване Пловдивски митрополит Кирил. 2. Струмишко-Драмската епархия – градовете Баракли Джумая, Демирхисар, Драма, Кавала, Пехчево, Радовиш, Сяр, Струмица с прилежащите им села, с управляващ епархията Неврокопски митрополит Борис.[необходимо е уточнение]
Към края на юни 1941 г. създадената в Царство България нова Беломорска област с административен център Ксанти се разпределя на 11 околии: Тасоска, Дедеагачка, Гюмюрджинска, Ксантийска, Саръшабанска, Кавалска, Драмска, Сярска, Демирхисарска, Зиляховска и Правишка. 
За въздигането на новоосвободените земи България увеличава бюджета си от 8,46 милиарда лева през 1940 г. на 14,39 милиарда през 1942 г. (1,7 пъти) и на колосалните 27,58 милиарда през 1943 г. (3,3 пъти) при относително еднакъв курс към долара през 1941 – 44 г. С тези десетки милиарди на българския народ се преобразяват изостаналите под чуждо управление области – построяват се нови училища, болници, гари, пристанища, жп линии, граждански и промишлени обекти, отводняват се блата, прокарват се пътища, изграждат канали за напояване на Сярското поле, корабостроителници в Кавала и на о-в Тасос, благоустрояват се селищата, залесяват се голите баири оставени от чуждото управление. Единствената „военна операция“ в Беломорието след установяването на войските е възстановяването на реда и сигурността след т. нар. Драмски бунт (29 – 30 септември 1941 г.). Поради депортирането на голяма част от българското население през 20-те години на миналия век и замяната му с гърци от Мала Азия, Източна Тракия и България, етническото съотношение в Беломорието за десетина години е насилствено променено от гърците в тяхна полза. Те са около 350 000, а българите – около 150 000 души. Събитята в Драма са организирани от нелегални националистически и комунистически ядки. Гръцките историци твърдят, че акцията е предприета преждевременно поради погрешно разчетен сигнал на Радио Лондон. Това обаче не дава обяснение защо българските къщи в Драмско са предварително набелязани за нападение от гърците. Военните от разгромената гръцка армия, вместо да са в плен, са оставени от германците свободни в областта, част от тях взаимодействат с ЕЛАС, други формират андартски банди и увличайки местни и най-вече преселници малоазийски гърци на 29-и нападат и убиват български войници, започват кланета над местните българи. Най-страшните зверства са извършвани над българското население в Драма и околията му. Българи чиновници, учители, свещеници и обикновени хора работещи за повдигнето на областта са особено жестоко, безпощадно избити, наред, без разлика на възраст, пол и занятие. В общинската сграда на Драма гръцките главорези „въстаници“ безмилостно умъртвяват цяла група пленени български полицаи и жени. Прокомунистическият брутален гръцки метеж в тила на армията, предизвиква незабавната намеса на българската войска. Нападната тя действа не само в самозащита в отговор на убийствата на български войници и за да опази областта, но и да предотврати планираното от гърците етническо прочистване над българите. Метежът е потушен точно за два дни. Загиват около двеста български войници и офицери и към 3500 гърци. По гръцки данни тези загуби са 13 000, очевидно в това число, ако може да му се вярва, се включва и пострадало население сред преселените от Мала Азия гърци и турци караманлии, активно участвали в обезбългаряването на областта и обсебили български имоти.
На 3 май 1941 г. правителството образува Беломорска област с център град Ксанти. В новата административна единица е включена Западна Тракия, Източна Егейска Македония и островите Тасос и Самотраки. В новите земи се завръщат около 100 хиляди български бежанци. Сред българомохамеданското население активна родолюбива и просветна мисия изпълняват дружбите „Родина“. Вземат се мерки за ускорено развитие на образованието в Беломорието. Откриват се гимназии в Дедеагач, Ксанти, Гюмюрджина, Драма, Кавала. Възстановяват се българските черкви. Започва се строителство на обществени сгради. Развиват се съобщенията. Усилено се строят и обновяват шосета и жп линии. Откриват се клонове на българските банки. Започва благоустрояването на градовете в този пренебрегван от гръцката власт размирен и обеднял край. Развива се леката промишленост, особено тютюнопреработването. Влагат се частни и държавни капитали. Военната обстановка и краткото време не позволяват тези начинания да бъдат завършени докрай, но следите им още личат.
След преврата на 9 септември 1944 г. новата комунистическата власт не дава заповед за изтеглянето на българските войски от Беломорието цял месец, и Съветският съюз смята да включи региона в следвоенните граници на България, още повече, че районът незабавно е посетен от съветски разузнавателни части. Но Великобритания особено настоятелно, а донякъде и САЩ, които вече броят Гърция в своята сфера на влияние, заявяват на преговорите за подписване на примирие с България, че предварително условие за подписване на примирие е опразването от българските войски на Беломорска Тракия в 15-дневен срок. Несъгласни с решението комунистите са принудени да го приемат с цел да не усложняват международния климат, но и България не разполага с козове да запази територията, тъй като по силата на международното право тя трябва да притежава международен договор с какъвто германците през 1941 г. не я сдобиват, а дават територията за временно управление, от който факт се възползват западните съюзници през 1944 г. Независимо от това до 1947 г. се правят упорити опити да защитят българските интереси в областта, но те, след като на България не се признава правото на съвоюваща страна, за разлика от запазването на Южна Добруджа в българските предели, остават безуспешни заради настояванията на Великобритания, на които САЩ не се противопоставят, за присъединяване към Гърция, влязла вече в западния лагер. Единствената символична отстъпка на България е свободен икономически коридор до Бяло море с две корабни места на Солунското пристанище, от които тя така и не успява пълноценно да се възползва.
Гражданската война в Гърция изтребва по-голямата част малкото останали българи в Беломорието, които под предлог, че България е социалистическа държава им дава повод да хвърлят българите в затвори, да ги разстрелват и да ги малтретират, дискриминирайки ги. Военната диктатура на Черните полковници дава също своето отрицателно влияние и върху Беломорието като особено в този период се вършат серия мероприятия за фалшифицирането на историята на областта. Чак едва с поредния крах на гръцкия национализъм след окупирането на северен Кипър от Турция, с премането на Гърция в ЕС и края на Студената война в края на ХХ в. областта постепенно получава своите перспеткиви за подобаващо развитие.

### Религия и съвременно състояние
Гръцката православна църква е автокефална, под духовното ръководство на Вселенската патриаршия в Цариград.
Според последното преброяване на населението, проведено през 2001 г., приблизително 270 000 души от гръцките тракийски граждани официално се самоопределят като православни християни и членове на Гръцката православна църква, колко от тях са с български произход е неизвестно. Преобладаващата част от гръкоезичното тракийско население произхожда от заселени след войните гръцки бежанци от Източна Тракия и Мала Азия.
Официално малко над 100 хил. души, приблизително една трета от населението на областта, се самоопределят като мюсюлмани – „мюсюлманите“ са единственото официално признато малцинство в Република Гърция. Според гръцките данни това мюсюлманско малцинство се състои от около 50 хил. турци, живеещи в равнината и 35 хил. помаци (българи мохамедани), живеещи предимно в полите на Родопите, които се счита, че имат турско или гръцко национално съзнание, но те говорят като майчин български език с родопско-беломорски диалект, има и 15 хил. цигани. От средата на 1970-те Гърция провежда в Западна Тракия политика на създаване на „помашка нация“, подобно на сръбската политика в Македония, дори се издава „помашки буквар“ с цел спиране на турцизирането на това население и откъсване от българския му корен. Що се отнася до последното, ефектът обаче е по-скоро обратен и този подход е загубил инерция. След 1990 г. в Беломорието има чувствителен приток на имигранти от Албания и от България, а понастоящем много имоти се изкупуват от български инвеститори.